# Aleja Niepodległości w Poznaniu (pomnik przyrody)
Aleja Niepodległości – pomnik przyrody (nr 1/502), zabytkowa aleja drzew mieszanych, zlokalizowana w Poznaniu, w pasie rozdzielającym jezdnie Alei Niepodległości, na odcinku pomiędzy ulicami Libelta i Kutrzeby.

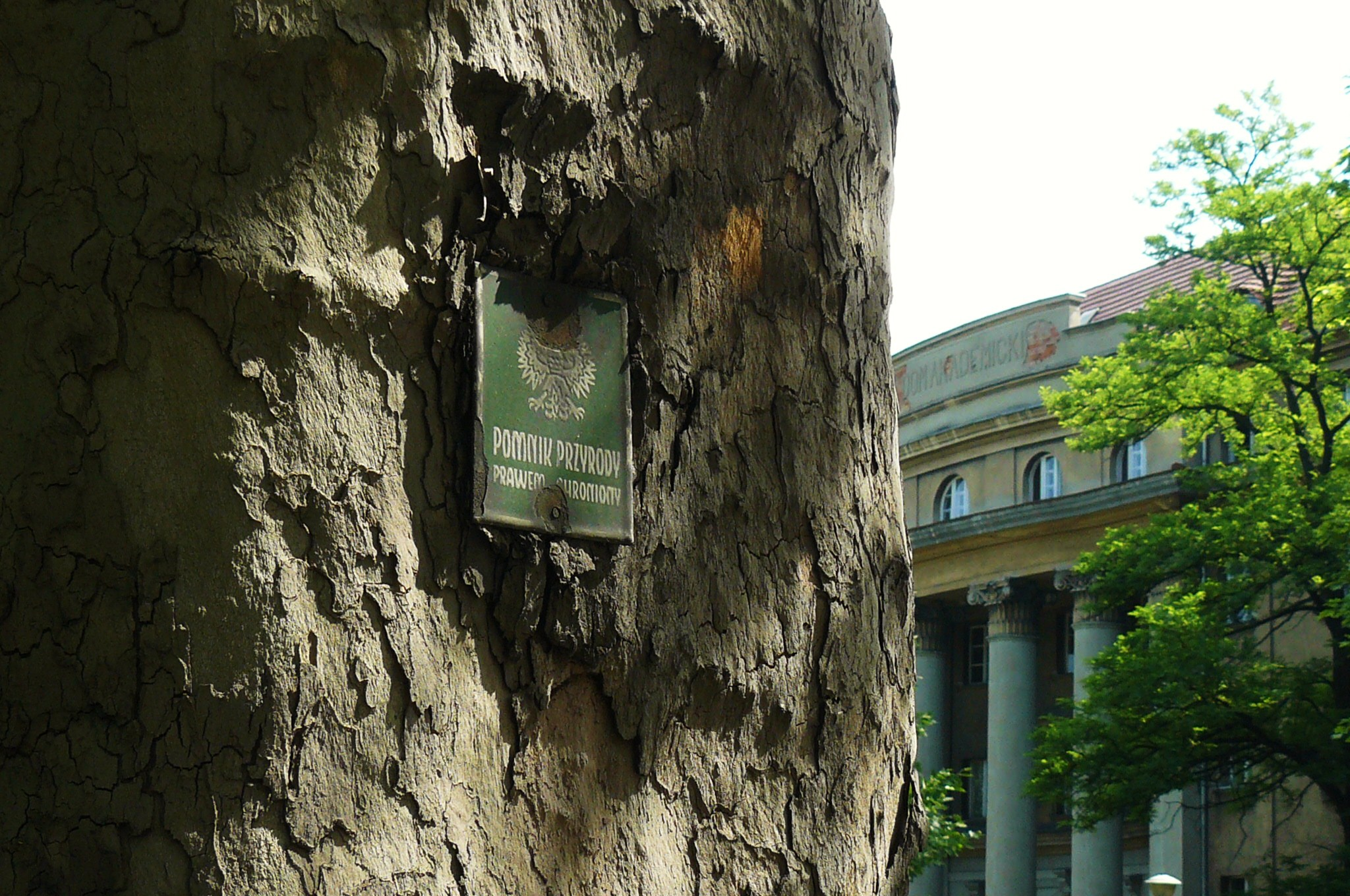
Tabliczka

Drzewa znajdują się w środku alei, pomiędzy jezdniami, między sobą z kolei mieszcząc szeroki deptak z ławkami. Aleja jest bardzo zróżnicowana gatunkowo. Na 189 tworzących ją drzew składają się: lipa krymska (65 sztuk, gatunek mieszańcowy, w naturze nie występujący), platan klonolistny (42 sztuki), lipa drobnolistna (37 sztuk), topola czarna odmiany holenderskiej (Populus nigra 'Marilandica' 37 sztuk) i daglezja sina (Pseudotsuga menziesii subsp. glauca, 8 sztuk, w południowej części, gatunek niewystępujący w naturze). Wytyczając aleję w początkach XX wieku obsadzono ją wyłącznie platanami od południa (centrum miasta) i wyłącznie topolami holenderskimi od północy (Cytadela). Z czasem, w miejsce uschniętych platanów dosadzano pozostałe gatunki. Rozmiary drzew nie są wybitnie duże. Najokazalsze są platany z obwodami 314 i 358 cm i wysokością do 22 metrów. Niektóre topole mają około 300 cm obwodu. Drzewa, rosnące przy ruchliwej ulicy są narażone na uszkodzenia mechaniczne i zanieczyszczenie spalinami. Noszą ślady licznych interwencji konserwatorskich.